# 텐센트 앱스토어
텐센트 앱스토어(Tencent Appstore) 또는 잉용바오(중국어: 應用寶 Yīngyòngbāo[*])는 세계 최대 기술 기업 중 하나인 텐센트가 개발 및 운영하는 중국의 앱 배급 플랫폼이다. 이 앱 스토어는 매일 수백만 명의 활성 사용자를 보유하며, 모바일 애플리케이션과 게임을 다운로드하는 중국에서 가장 인기 있는 플랫폼 중 하나이다. 잉용바오는 정부 규제로 인해 구글 플레이 스토어의 가용성이 제한적인 중국 시장에서 주로 안드로이드 기기 사용자에게 서비스를 제공한다.

## 역사
텐센트 앱스토어는 2012년에 텐센트의 중국 모바일 인터넷 생태계 장악을 위한 광범위한 전략의 일환으로 출시되었다. 이는 화웨이 앱갤러리, 샤오미의 미 앱 스토어, 바이두 앱 스토어와 같은 플랫폼과 함께 중국 앱 배급 시장의 주요 경쟁자로 부상했다.
출시 이후 잉용바오는 위챗 (웨이신) 및 QQ와 같은 인기 제품을 포함하는 텐센트의 생태계를 활용하여 사용자 기반을 크게 확장했다. 텐센트의 다른 서비스와의 통합은 중국에서 선도적인 앱 마켓플레이스로서의 입지를 더욱 공고히 했다.

## 수상
2015년 텐센트 앱스토어는 "가장 영향력 있는 채널 제공업체"로 황금 깃털상을 수상했다.

## 기능
잉용바오는 중국 사용자 및 개발자를 위해 맞춤화된 다양한 기능을 제공한다:
1. 방대한 앱 라이브러리: 이 플랫폼은 모바일 게임, 소셜 미디어 앱, 유틸리티 도구, 교육용 애플리케이션 등 다양한 애플리케이션을 호스팅한다.
2. 게임 중심: 게임 부문에서 텐센트의 리더십은 잉용바오가 왕자영요 및 PUBG 모바일과 같은 텐센트 자체 게임의 독점 사전 출시 및 업데이트를 위한 모바일 게임 허브로서의 중요성에 반영된다.
3. 개발자 지원: 잉용바오는 텐센트 생태계 내에서 분석, 수익 창출 옵션, 프로모션 지원을 포함한 도구와 서비스를 앱 개발자에게 제공한다.
4. 보안 및 품질 보증: 이 앱 스토어는 사용자 안전을 보장하기 위해 강력한 악성 코드 탐지 및 앱 검증 메커니즘을 포함한다.
5. 소셜 통합: 잉용바오를 통해 다운로드된 애플리케이션은 텐센트의 소셜 미디어 플랫폼인 위챗 및 QQ와 쉽게 통합되어 원활한 공유 및 참여를 가능하게 한다.

## 시장 점유율 및 성장
2025년 현재 잉용바오는 상당한 시장 점유율을 차지하며 중국에서 가장 큰 앱 배포 플랫폼 중 하나로 남아 있다. 이는 텐센트의 방대한 사용자 기반과 강력한 개발자 관계의 혜택을 받는다. 구글 플레이가 완전히 접근할 수 없는 시장에서 잉용바오는 국내 경쟁자들과 경쟁하여 중국의 14억 인구의 요구를 충족시킨다. 2024년 현재 텐센트 앱스토어는 1억 8,700만 명의 월간 활성 사용자를 보유하고 있다.

## 과제 및 비판
중국에서 운영되는 많은 기술 플랫폼과 마찬가지로 잉용바오는 규제 준수 및 검열과 관련된 문제에 직면한다. 개발자는 중국 정부가 정한 엄격한 지침을 준수해야 하며, 부적절하거나 정치적으로 민감하다고 간주되는 콘텐츠는 종종 삭제된다.
또한, 중국 앱 시장의 경쟁 환경은 독점 계약 및 텐센트의 지배력에 대한 우려를 낳았으며, 일부 비평가들은 이것이 경쟁을 저해한다고 주장한다.

## 같이 보기
- 모바일 앱 배포 플랫폼 목록
- 구글 플레이
- 화웨이 앱갤러리